# Bí quyết kỹ thuật
Bí quyết kỹ thuật, theo điều 3.1 Luật Chuyển giao công nghệ số 80/2006/QH11 ngày 29/11/2006 của Quốc hội nước Cộng hòa xã hội chủ nghĩa Việt Nam, "là thông tin được tích luỹ, khám phá trong quá trình nghiên cứu, sản xuất, kinh doanh của chủ sở hữu công nghệ có ý nghĩa quyết định chất lượng, khả năng cạnh tranh của công nghệ, sản phẩm công nghệ"

## Một số ví dụ
- Nỏ Liên Châu của tướng quân Cao Lỗ, thời An Dương Vương[2]